# Trubnikowo (przystanek kolejowy)
Trubnikowo (ros. Трубниково) – przystanek kolejowy w miejscowości Trubnikow Bor, w rejonie tośnieńskim, w obwodzie leningradzkim, w Rosji. Położony jest na linii Petersburg - Moskwa.